# Walter von Brockdorff-Ahlefeldt
Grof Walter von Brockdorff-Ahlefeldt, nemški general, * 13. julij 1887, † 9. maj 1943.